# Кумар, Сушил (адмирал)
Суши Кумар (там. சுசில் குமார்; 1940, Нагеркойл, Британская Индия — 27 ноября 2019, Нью-Дели, Индия) — индийский адмирал Военно-морских сил Индии, а также специалист по гидрографии и десантным операциям. С 30 декабря 1998 года по 29 декабря 2001 года был Начальником военно-морского штаба.

## Биография
Сушил Кумар учился в Колледже национальной обороны в Нью-Дели и окончил его в 1956 году. Он был инструктором в Колледже персонала служб обороны. В 1961 году принимал участие в Индийской аннексии Гоа. В 1963 году проходил обучение в Королевском военно-морском флоте Великобритании на корабле HMS Dampier.
В 1965 году он принимал участие во Второй индо-пакистанской войне, а в 1971 в Третьей индо-пакистанской войне. В 1976 году проходил курс по навыкам десантных операций в Военно-морских силах США в Коронадо (Калифорния, США). Во время командования кораблём INS Ghorpad был награждён медалью Нау Сена.
В 1987 году принимал участие в Операции Паван во время гражданской войны на Шри-Ланке. В 1988 году участвовал в Операции «Кактус» по пресечению попытки государственного переворота на Мальдивах. За эти операции был награждён медалью Уттам Юдх Сева. Кумар занимался оперативным командованием и занимал важные должности, такие как заместитель начальника военно-морского штаба, командующий флотилией в Мумбаи и командующий Андаманскими и Никобарскими островами, а также был командующим Южным военно-морским округом.
30 декабря 1998 года был назначен Начальником военно-морского штаба Индии и занимал эту должность до 29 декабря 2001 года, когда вышел в отставку. В 1999 году принимал участие в Каргильской войне.
Сушил Кумар автор книги: «A Prime Minister to Remember- Memories of a Military Chief».
Скончался 27 ноября 2019 года в военном госпитале в Нью-Дели (Индия).

## Награды
- Медаль Парам Вишишт Сева
- Медаль Уттам Юдх Сева
- Медаль Ати Вишишт Сева
- Медаль Нау Сена
- Медаль общего обслуживания
- Звезда Пурви
- Звезда Пасчими
- Медаль за 9 лет службы
- Медаль за 20 лет службы
- Медаль за 30 лет службы
- Медаль 50-летия Независимости
- Медаль 25-летие Независимости

## Примечание
1. 1 2  Admiral Sushil Kumar. Bharat Rakshak (30 августа 2009). Дата обращения: 3 февраля 2020. Архивировано 30 августа 2009 года.
2. ↑  PM condoles demise of former Navy chief Sushil Kumar (англ.). The Week. Дата обращения: 3 февраля 2020. Архивировано 3 декабря 2019 года.
3. ↑  Delhi, Special Correspondent New (28 ноября 2019). Former Navy Chief Admiral Sushil Kumar dead. The Hindu. New Delhi. Архивировано 3 декабря 2019. Дата обращения: 3 февраля 2020. {{cite news}}: |first= имеет универсальное имя (справка)